# Iguatemi São Paulo
Iguatemi São Paulo ou Shopping Center Iguatemi est un centre commercial de São Paulo au Brésil. 

## Situation et accès
Il est situé au 2232, avenue Brigadeiro Faria Lima. 

## Historique
Ouvert en 1966, il compte 330 boutiques.